# Iso-Kukkamo
Iso-Kukkamo är en sjö i kommunen Keuru i landskapet Mellersta Finland i Finland. Sjön ligger 123 meter över havet. Den är 18 meter djup. Arean är 92 hektar och strandlinjen är 6,53 kilometer lång. Sjön  ingår i Kumo älvs huvudavrinningsområde.   Den ligger omkring 53 kilometer väster om Jyväskylä och omkring 240 kilometer norr om Helsingfors. 